# Pingo

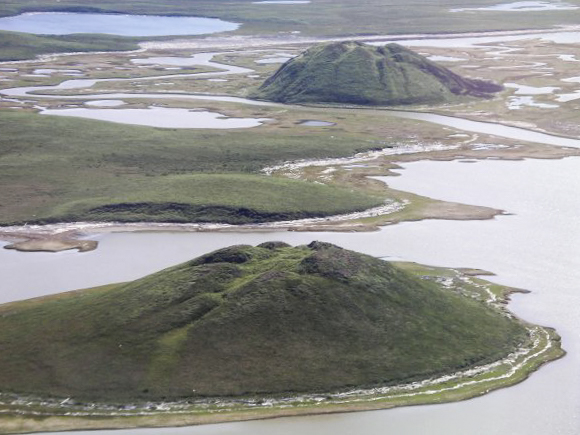
Dvě pinga v oblasti Tuktoyaktuk, Kanada

Pingo či někdy taktéž hydrolakolit je izolovaná vyvýšenina vyplněná vodním ledem a pokrytá půdním krytem, která se vyskytuje v chladných oblastech s permafrostem převážně v polárních a subpolárních částech světa. Pingo dorůstá maximálně 60 metrů do výšky, do šířky má až 300 metrů. Na vrcholu se nachází nejslabší vrstva sedimentů a často je vrcholek propadlý do sebe, čímž vzniká na vrcholu deprese.
V současnosti jsou pinga známá pouze z oblastí tundry a Arktidy. Pojmenování pochází z domorodého jazyka Inuitů, kde se výraz pingo používá pro „malý kopec“.
Pinga vznikají buď vlivem uzavřené masy vody v podzemí, která zamrznutím zvětšuje svůj objem, nebo díky podzemnímu zdroji vody, která blíže k povrchu zamrzá.